# 南卡罗来纳工人党
南卡罗来纳工人党（英語：South Carolina Workers Party，缩写为SCWP）是美国南卡罗来纳州的一个进步主义政党。该党成立于2023年3月16日，前身是2007年解散的劳工党的南卡罗来纳支部。